# Billy Higgins
Billy Higgins (* 11. Oktober 1936 in Los Angeles; † 3. Mai 2001 in Inglewood, Kalifornien) war ein US-amerikanischer Jazz-Schlagzeuger.

## Werdegang
Higgins begann als Rhythm-and-Blues-Musiker unter Bo Diddley, Amos Milburn und Jimmy Witherspoon. 1953 trat er den Jazz Messiahs seines Freundes Don Cherry bei. Um 1956 nahm er mit Lucky Thompson und Red Mitchell auf, in dieser Zeit lernte er auch den noch unbekannten Ornette Coleman kennen, an dessen Debüt-LP Something Else!!!! The Music of Ornette Coleman er 1958 mitwirkte. 1959 ging er mit Coleman nach New York City, wo er mit ihm bis 1961 zusammenarbeitete und u. a. auf Free Jazz: A Collective Improvisation mitwirkte.
Danach war er überwiegend als Studiomusiker aktiv und wirkte als Sideman von Thelonious Monk (At the Blackhawk, 1960), Dexter Gordon, Jackie McLean, Lee Morgan (Search for the New Land 1964) und Archie Shepp. Er war häufiger Partner des Pianisten Cedar Walton (u. a. in deren Bandprojekt Eastern Rebellion) und leitete Anfang der 1970er Jahre mit Bill Lee und Bill Hardman die Brass Company. Zu hören ist er auch auf Clifford Jordans Album Drink Plenty Water (ed. 2023).
1978 kehrte er nach Los Angeles zurück, wo er im Folgejahr seine erste LP als Bandleader veröffentlichte. Daneben trat er mit Joe Henderson und Slide Hampton auf. 1986 wirkte er neben Dexter Gordon in Bertrand Taverniers Film Round Midnight mit. 1987 unternahm er eine Tournee mit Ornette Coleman, Don Cherry und Charlie Haden, bei der das Studioalbum In All Languages entstand.
Ein Jahr später gründete er mit dem Dichter Kamau Daáood das World Stage, ein Kulturzentrum, in dem er, unterstützt von Musikern wie Ron Carter, Kenny Barron, Barry Harris und Geri Allen, Konzerte und Workshops für junge Jazzmusiker veranstaltete. Daneben unterrichtete Higgins auch Jazz an der University of California.

## Diskografie (Auswahl)
- 1962: Go! mit Dexter Gordon
- 1963: The Sidewinder mit Lee Morgan (ed. 1964)
- 1964: Search for the New Land mit Lee Morgan (ed. 1966)
- 1965: Dippin’ mit Hank Mobley (ed. 1966)
- 1965: A Caddy for Daddy mit Hank Mobley (1967)
- 1967: Hi Voltage mit Hank Mobley (ed. 1968)
- 1979: The Soldier (Timeless) mit Cedar Walton, Walter Booker, Roberta Davis, Monty Waters
- 1979: Soweto (Red) mit Bob Berg, Cedar Walton, Tony Dumas
- 1981: Rejoicing mit Pat Metheny, Charlie Haden
- 1984: Mr. Billy Higgins (Evidence) mit Gary Bias, Tony Dumas, Bill Henderson
- 1987: Billy Higgins Quintet mit Harold Land, Cedar Walton, Oscar Brashear, David Williams
- 1987: Quartet West mit Charlie Haden
- 1989: Silence (Soul Note) mit Charlie Haden, Chet Baker und Enrico Pieranunzi
- 3/4 for Peace (Red) mit Harold Land, Bill Henderson, Jeff Littleton
- 1999: Which Way Is East mit Charles Lloyd (ed. 2001)
- 2001: Hyperion with Higgins mit Charles Lloyd (ed. 2004)